# Nemesiidae
Famille
Les Nemesiidae sont une famille d'araignées mygalomorphes.

## Distribution

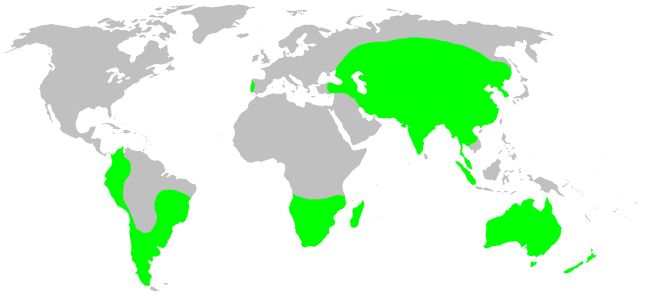
Distribution

Les espèces de cette famille se rencontrent en Europe, en Afrique du Nord, en Asie et en Amérique du Nord.

## Paléontologie
Cette famille est connue depuis le Crétacé.

## Liste des genres
Selon World Spider Catalog (version 23.0, 23/02/2022) :
- Amblyocarenum Simon, 1892
- Brachythele Ausserer, 1871
- Calisoga Chamberlin, 1937
- Damarchilus Siliwal, Molur & Raven, 2015
- Gravelyia Mirza & Mondal, 2018
- Iberesia Decae & Cardoso, 2006
- Mexentypesa Raven, 1987
- Nemesia Audouin, 1826
- Raveniola Zonstein, 1987
- Sinopesa Raven & Schwendinger, 1995

Selon The World Spider Catalog (version 20.5, 2020) :
- † Cretamygale Selden, 2002
- † Eodiplurina Petrunkevitch, 1922

## Systématique et taxinomie
Cette famille a été décrite par Simon en 1892 comme une tribu des Avicularidae. Il est élevé au rang de famille par Raven en 1985.
Les sous-famille des Anaminae et des Pycnothelinae ont été élevées au rang de famille par Opatova et al. en 2020.
Cette famille rassemble 142 espèces dans dix genres.

## Publication originale
- Simon, 1892 : Histoire naturelle des araignées. Paris, vol. 1, p. 1-256 (texte intégral).